# Anker Meyer Andersen
Anker Meyer Andersen, né le 28 mai 1910 à Copenhague est un coureur cycliste sur piste danois
.

## Biographie
Anker Meyer Andersen est champion du Danemark sur 3 000 m en 1930. L'année suivante, Il vient courir pour la première fois à Paris et il est pensionnaire du Voltaire-Sportif. 
Il termine troisième du sprint amateur aux championnats du monde sur piste en 1931, derrière ses compatriotes  Helge Harder et Willy Gervin, et de nouveau 3e deux ans plus tard, en 1933. 
Il passe chez les professionnels fin 1933,.
Il est également trois fois champion du Danemark de sprint, en 1932 et 1933 chez les amateurs et en 1942 chez les professionnels. Il a également remporté les championnats scandinaves dans deux disciplines à deux reprises, en 1932 et 1933.
Il participe à des courses de six jours, à Copenhague avec Pietro Linari.
Il a été le trésorier du Dansk Bicykle Club, la fédération danoise de cyclisme.
Son frère J.M. Andersen est également coureur cycliste.

## Palmarès sur piste

### Championnats du monde
- Copenhague 1931
  -  Médaillé de bronze de vitesse amateur
- Paris 1933
  -  Médaillé de bronze de vitesse amateur

### Championnats nationaux
- Champion du Danemark (3 000 m) : 1930[10].
- Champion du Danemark : 1932, 1933 et 1942

### Grand Prix
- Prix Alfred Riguelle : 1932